# Хані
Хані (груз. ხანი) — село в Грузії.
За даними перепису населення 2014 року в селі проживає 525 особа.